# 노엘 (영화)
《노엘》(영어: Noelle)은 2019년 공개된 미국의 크리스마스 판타지 코미디 영화이다. 마크 로런스가 감독과 각본을 맡았다. 배우 애나 켄드릭이 본작의 주인공인, 산타클로스의 딸 '노엘 클로스'를 연기한다.
평단으로부터 엇갈린 평가를 받았다.

## 줄거리
전대 산타클로스가 사망한 뒤 그 뒤를 잇게 된 아들 닉이 크리스마스가 채 일주일도 남지 않은 시점에 사라진다. 닉의 여동생 노엘은 닉을 찾아 썰매를 타고 애리조나주 피닉스를 찾아간다.

## 출연
- 애나 켄드릭 - 노엘 크링글 역
  - 오클리 불 - 어린 노엘 역
  - 테일러 베드퍼드 - 10대 노엘 역
- 빌 헤이더 - 닉 크링글 역
  - 오언 버캐로 - 어린 닉 역
- 셜리 매클레인 - 폴리 역
- 킹즐리 벤어디어 - 제이크 해프먼 역
- 빌리 아이크너 - 게이브리얼 "게이브" 크링글 역
- 줄리 해거티 - 크링글 부인, 노엘의 어머니 역
- 다이애나마리아 리바 - 헬렌 로하스 역
- 메이시오 스메들리 - 앨릭스 해프먼 역
- 제이슨 앤툰 - 오마 역
- 마이클 그로스 - 장로 에이브 역
- 빌리 그리피스 - 장로 빌리 역
- 제이 브래조 - 크리스 크링글 역
- 론 펀치스 - 모티머 역
- 체일라 호스돌 - 셸리 서스먼 역
- 애나 밴후프트 - 메리 역
- 앤서니 커네치니  - 테드 역
- 버지스 젱킨스 - 댄 역
- 셰일리 맨스필드 - 미셸 역
- 그레이시 로런스 - 캐럴 역

## 같이 보기
- 크리스마스 영화 목록